# メルセデス・ベンツ・M139エンジン

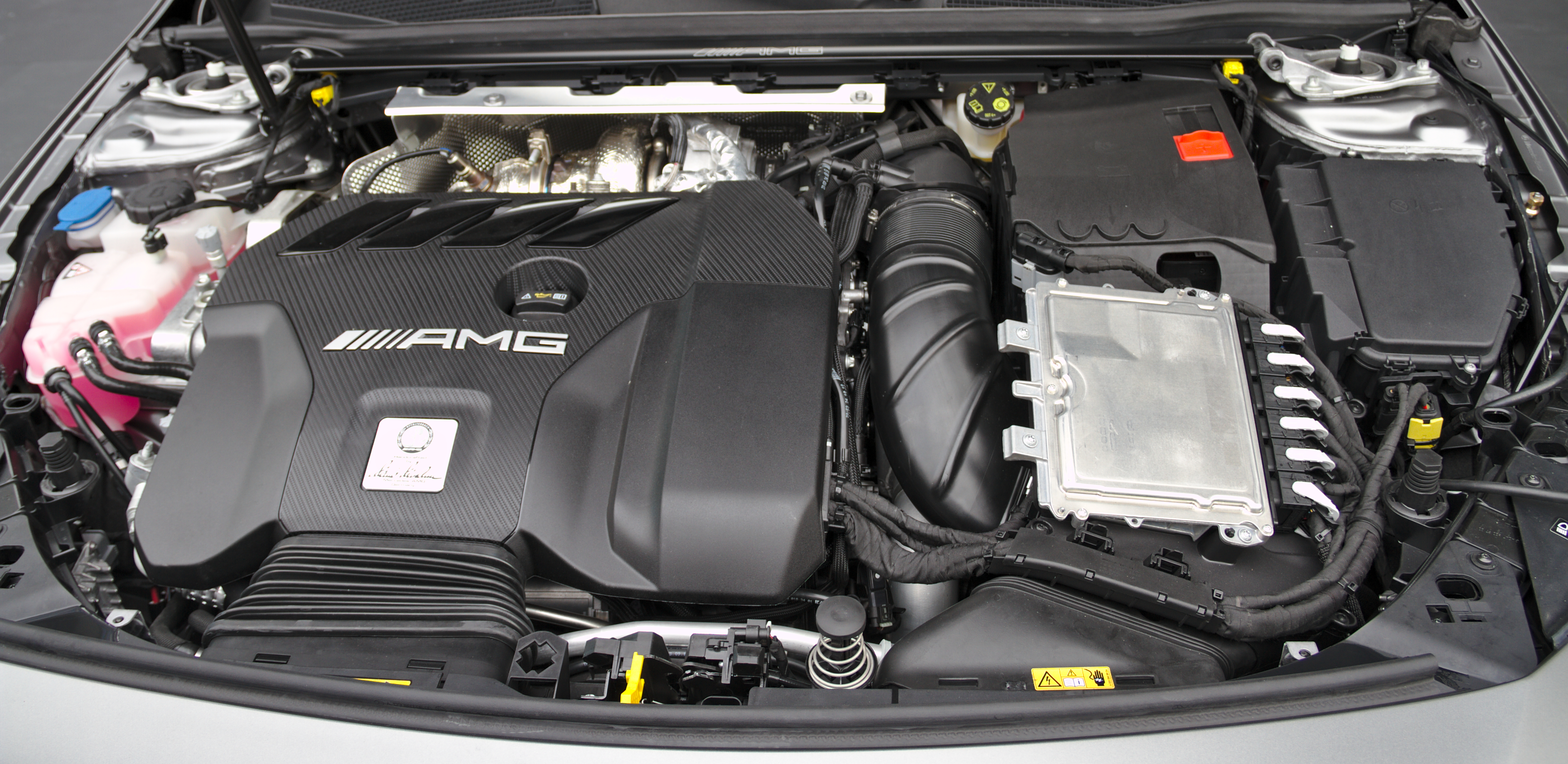
M139

M139は、メルセデス・ベンツの直列4気筒ガソリンエンジンの系列であり、M133系列の後継である。
横置きエンジンのM139は、発表当時、量産の2.0L 4気筒エンジンとしては、世界最高の出力・トルクを誇っていた。トルクカーブは、自然吸気エンジンに近い特性を実現したほか、レスポンスや吹け上がりの改善も行い、レブリミットは7,200rpmに設定されている。 また、従来と異なり、ターボチャージャーとエグゾーストマニホールドがエンジン後方に、インテークマニホールドなどの吸気系がエンジンの前方に位置している。このように、エンジン搭載位置を下げることで、操縦性能に貢献するだけでなく、空力的にも有利なものになっている。 シリンダーブロックは、クローズドデッキ構造を採用し、最大160barの燃焼圧を可能にした。シリンダーライナーには、ピストンとシリンダーの間に発生する摩擦を低減する目的で、 特許技術のNANOSLIDE®のコーティングを施した。このコーティングは、M156系列に初めて使われて以来、市販車をはじめ、 F1™用のエンジンにも採用されている。
ターボチャージャーのコンプレッサーとタービンのシャフトには、Mercedes-AMG GT 63 S 4MATIC+（X290）に採用されている、ローラーベアリングを装備している。これにより、ターボチャージャー内の機械的摩擦が低減され、レスポンスが向上し、短時間で最高回転数に到達することが可能となった。また、電子制御ウエストゲートによって、過給圧をより正確かつ柔軟に制御でき、最大過給圧は2.1barと、クラス最高の値を実現した。 ターボチャージャーの冷却には、オイルと冷却水だけではなく、外気も利用するため、エンジンカバーをエアディフレクターとして働くよう設計するとともに、ボンネット下にダクトを設けた。 
縦置きエンジンのM139lは、量産車として世界初となる「エレクトリック・エグゾーストガス・ターボチャージャー（EEGT）」を採用した。このターボチャージャーは、F1™由来の技術で、メルセデスAMG ペトロナスF1チームが、長年採用して実績を上げているシステムを直接のベースとしている。 EEGTの電気モーターは、厚さ約4cmで、排気側のタービンホイールと、吸気側のコンプレッサーホイールの間のターボチャージャーの軸に、直接一体化されている。このモーターが、電子制御でターボチャージャーの軸を直接駆動し、コンプレッサーホイールを加速させる。 これにより、アイドリングスピードから全エンジン回転域にわたって、レスポンスの速さが大きく改善された。さらに、 ターボチャージャーの電動化は、低回転域のトルクを高める効果をもたらし、アクセルから足を離したり、ブレーキを踏んだりした場合でも、EEGTは常にブースト圧を維持することができるため、速やかなレスポンスが得られる。 
また、M139lには、ベルトを介してクランクシャフトと接続され、スターターとジェネレーターを兼ねるモーター、「BSG（ベルトドリブン・スターター・ジェネレーター）」と「48V電気システム」も搭載される。BSGは第2世代のものとなるほか、48V電気システムの中では、マイルドハイブリッドとしても機能する。一時的に出力を高めるブースト機能のほか、セーリングモードや回生ブレーキにより、効率を最大限に高める。 同時に、ECOスタートストップ機能やセーリングモードの間の切り替えを自然に行うことも可能となった。 
両者ともに、先代のM133系列とは異なり、メルセデスAMG本社があるドイツ・アファルターバッハにて、“One man - one engine”という哲学のもと、熟練のマイスターによって、手作業で丹念に組み上げられる。
2019年10月、Aクラス（W177）から、M139が導入された。
2022年10月、Cクラス（W/S206）から、M139lが導入された。BSGと48V電気システムを備えるマイルドハイブリッド仕様となる。なお、M139lとは、メルセデスAMG社内の開発コードであり、日本仕様の型式は、横置きエンジンと同一のM139となる。

## バリエーション
| エンジン型式 | 総排気量 cc | ボア×ストローク mm | 最高出力 kW(PS)/rpm | 最大トルク Nm(kgm)/rpm   | 搭載モデル                                   | 販売期間    |
| ------------ | ----------- | ------------------ | ------------------- | ------------------------ | -------------------------------------------- | ----------- |
| M139         | 1,991       | 83.0×92.0          | 310 (421)/ 6,750    | 500 (51.0)/ 5,000〜5,250 | Mercedes-AMG A 45 S 4MATIC+ (W177)           | 2019年10月- |
| M139         | 1,991       | 83.0×92.0          | 310 (421)/ 6,750    | 500 (51.0)/ 5,000〜5,250 | Mercedes-AMG CLA 45 S 4MATIC+ (C/X118)       | 2019年11月- |
| M139         | 1,991       | 83.0×92.0          | 310 (421)/ 6,750    | 500 (51.0)/ 5,000〜5,250 | Mercedes-AMG GLA 45 S 4MATIC+ (H247)         | 2020年10月- |
| M139l        | 1,991       | 83.0×92.0          | 310 (421)/ 6,750    | 500 (51.0)/ 5,000        | Mercedes-AMG GT 43 Coupé (C192)              | 2024年11月- |
| M139l        | 1,991       | 83.0×92.0          | 310 (421)/ 6,750    | 500 (51.0)/ 5,000        | Mercedes-AMG GLC 43 4MATIC (X/C254)          | 2024年2月-  |
| M139l        | 1,991       | 83.0×92.0          | 300 (408)/ 6,750    | 500 (51.0)/ 5,000        | Mercedes-AMG C 43 4MATIC (W/S206)            | 2022年10月- |
| M139l        | 1,991       | 83.0×92.0          | 280 (381)/ 6,750    | 480 (48.9)/ 3,250〜5,000 | Mercedes-AMG SL 43 (R232)                    | 2022年10月- |
| M139l        | 1,991       | 83.0×92.0          | 350 (476)/ 6,750    | 545 (55.6)/ 5,250〜5,500 | Mercedes-AMG GLC 63 S E PERFORMANCE (X/C254) | 2024年2月-  |
| M139l        | 1,991       | 83.0×92.0          | 350 (476)/ 6,750    | 545 (55.6)/ 5,250〜5,500 | Mercedes-AMG C 63 S E PERFORMANCE (W/S206)   | 2023年10月- |